# Parafia św. Jacka w Bytomiu
Parafia Świętego Jacka w Bytomiu – parafia metropolii katowickiej, diecezji gliwickiej, dekanatu bytomskiego Kościoła katolickiego obrządku łacińskiego. Parafia powstała w 1915.